# Іонічно-Адріатичний газопровід
Іонічно-Адріатичний газопровід (хорв. Jonsko-jadranski plinovod, IAP) — задуманий газопровід у Південно-Східній Європі. Має проходити від Фієра в Албанії через Чорногорію та Боснію і Герцеговину до Спліта в Хорватії.
У Фієрі IAP буде з'єднано із Трансадріатичним газопроводом. Компанія Trans Adriatic Pipeline AG підписала меморандуми про взаєморозуміння з розробниками проєкту IAP, в тому числі з Plinacro (Хорватія), BH-Gas (Боснія і Герцеговина) та з урядами Чорногорії й Албанії.
У Спліті трубопровід буде під'єднано до наявної газотранспортної системи Хорватії. На додачу його можуть сполучити з іншою новою газовою інфраструктурою, включаючи СПГ-термінал «Крк» на острові Крк.
Довжина трубопроводу становитиме 540 км. Він буде двоспрямованим, а його пропускна здатність сягне 5 млрд кубометрів природного газу на рік: по одному мільярду кубометрів для Албанії та Боснії і Герцеговини, 0,5 млрд м3 для Чорногорії, 2,5 млрд м3 для Хорватії та сусідніх країн.
Міністерську декларацію щодо проєкту IAP підписано 25 вересня 2007 року в рамках Енергетичного співтовариства.